# IC 81
IC 81 је спирална галаксија у сазвјежђу Кит која се налази на листи објеката дубоког неба у Индекс каталогу.
Деклинација објекта је - 1° 41' 42" а ректасцензија 1h 9m 22,4s. Привидна величина (магнитуда) објекта IC 81 износи 13,9 а фотографска магнитуда 14,7. IC 81 је још познат и под ознакама MCG 0-4-15, CGCG 385-10, PGC 4127.